# Isaiah Armwood
Gerald Isaiah Armwood (Baltimora, 28 dicembre 1990) è un cestista statunitense.

## Palmarès
- Supercoppa del Portogallo: 1

Sporting Lisbona: 2022